# Дайамантина
Дайаманти́на (англ. Diamantina River) — река на востоке центральной части Австралии.

## Этимология
Дайамантина названа так Уильямом Ландсборо (англ. William Landsborough) в честь Дайамантины Рома (англ. Diamantina Roma), жены Джорджа Фергюсона Боуэна (англ. George Ferguson Bowen), первого губернатора Квинсленда.

## География
Дайамантиина протекает по территории австралийских штатов Квинсленд и Южная Австралия. Относится к водосборному бассейну озера Эйр. Исток Дайамантины находится к северо-западу от населённого пункта Лонгрич в Квинсленде, затем река течёт в юго-западном направлении через центральные районы штата и впадает в болото Гойдер-Лагун, находящееся на севере пустыни Стшелецкого. В период половодий река, вытекая из болота, сливается с рекой Джорджина и образует реку Уорбертон-Крик, которая в сезоны дождей достигает озера Эйр.
Длина Дайамантины составляет 941 км, по другим данным — 750 км; площадь водосборного бассейна — около 157 454,81 км².
Большая часть бассейна Дайамантины имеет равнинный характер: самые высокие районы, расположенные на северо-востоке, едва достигают 500 м над уровнем моря. Кроме небольших притоков Дайамантины у города Уинтон (крупнейший населённый пункт в речном бассейне), практически все реки бассейна текут в юго-западном направлении по отношении к городу Бердсвилл. Примерно посередине между Уинтоном и Бёрдсвиллем расположен Национальный парк Дайамантина. Бо́льшая же часть земель на территории бассейна реки используется под пастбища.

## Климат бассейна реки
Климат местности, по которой протекает река, жаркий и засушливый. В январе дневная температура составляет около 37 °C, а ночная — около 24 °C. Зимой температура варьируется от 25 °C днём до 11 °C ночью. Иногда в районе бассейна регистрируются заморозки до −1,8 °C.
Большая часть осадков выпадает с декабря по март: среднее их количество за эти четыре месяца составляет от 310 мм у городов Уинтон и Кайнуна до 90 мм у Бердсвилла. В другие месяцы количество осадков минимально: в период с мая по сентябрь выпадает около 40 мм. Режим осадков в регионе крайне нестабильный: часто случаются засухи или, наоборот, наводнения. В наиболее дождливые годы в северных районах речного бассейна количество осадков в районе 1100 мм было зарегистрировано в 1894, 1950, 1974 и 2000 годах. В наиболее засушливые 1902, 1905, 1928, 1961, 1965 и 2002 года осадков регистрировалось менее 100 мм.

### Почвы
Почвы на территории Дайамантины преимущественно серые и коричневый вертисоль. Хотя они не содержат большое количество фосфатов, в них имеется достаточное количество других органических и минеральных веществ.